# Börjes Tankcenter
Börjes Tankcenter AB är ett familjeägt svenskt företag för försäljning av fordonsbränsle och eldningsolja i Åseda i Uppvidinge kommun.
Börjes Tankcenter grundades 1966 av Börje Gustafsson och drivs idag av två söner till honom. Det säljer eldningsolja samt fordonsbränsle i 17 bensinstationer i Åseda, Växjö, Vetlanda, Lenhovda, Jönköping, Glimåkra, Lessebo, Åryd, Rörvik, Orrefors, Eksjö, Alsterbro och Korsberga i Småland.

## Bildgalleri

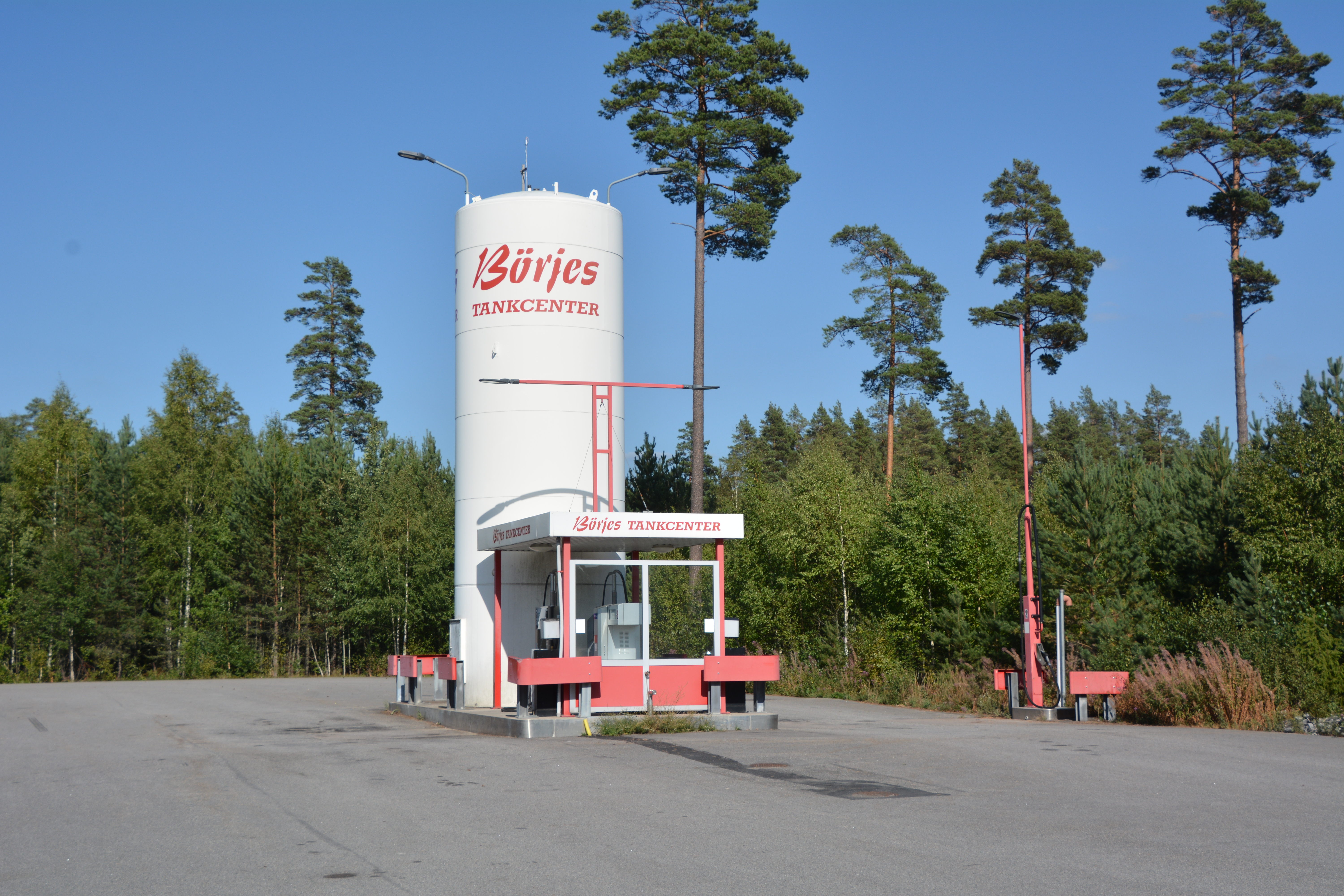
Bränslepump i Eksjö